# 夢語りシリーズ
『夢語りシリーズ』（ゆめがたりシリーズ）は、『ボニータ』（秋田書店）で掲載された湯口聖子の漫画作品。鎌倉幕府の執権職を務めた氏族・北条氏の栄枯盛衰を描いた読み切りシリーズ（「風の墓標」と「天翔ける星」は長編連載）。
なお、「夢語り」のタイトルは、北条重時が著した「極楽寺殿御消息」の一文より取られている。

## シリーズ一覧
1985年～1992年にかけて、秋田書店・ボニータコミックスより発行。
夢語りシリーズは、作者である湯口聖子によって、同人誌も存在する。作中の登場人物は同一だがストーリーは新たに描かれている。夢語りシリーズとは別に、「風の墓標」の赤橋家を中心にした作品や執権一族を取り上げた作品など、北条家をメインに据えた作品もある。
- 夢語り ISBN 9784253091268

北条時房（北条政子、義時の弟）を主人公にして、奥州合戦から比企能員の変までを描く。
- 月のほのほ ISBN 9784253091121

石橋山の戦いから源実朝暗殺まで。
北条政子の妹達（足利義兼室と稲毛重成室、畠山重忠室）の物語の他、千手の前と平重衡の悲恋、公暁とその乳兄弟・駒若丸との主従を超えた友情を描く。
- 夕凪の賦 ISBN 9784253091442

北条時房を主人公にして、和田合戦から源実朝暗殺、承久の乱までを描く。
- 六月の子守唄　ISBN 9784253091497

宝治合戦（三浦氏滅亡）と二月騒動。平安時代を題材にした読みきり作品も収録。
- 風の墓標（全5巻） ISBN 9784253092418

正中の変から元弘の変まで。
鎌倉幕府と北条氏の滅亡を、最後の執権を務めた赤橋家の人々、北条仲時と足利直義を中心に描いている。
最終巻に北条友時（北条仲時の子）を主人公にした読みきり作品を収録。
- 砂の鏡 ISBN 9784253092432

牧氏事件（畠山重忠の乱）と那須与一の活躍（源義経との出会いから屋島の戦いまで）。
巻末掲載の番外編『鎌倉以前』では、時房誕生と生母との死別や政子たち兄妹たちの成長と、鎌倉へ移住するまでが描かれている。
- 天翔ける星 ISBN 9784253092470

曾我兄弟の仇討ち。
- 明日菜の恋歌 ISBN 9784253092487

室町時代初期（建武の新政）
足利直冬を主人公にした読みきり作品と、北条時行を主人公にした三連作を収録。

## 主要登場人物

### 北条家
北条時房
最初の六波羅探題南方。北条政子、義時の弟。「夢語り」、「月のほのほ」、「夕凪の賦」、「砂の鏡」、「天翔ける星」に登場。
北条政子
源頼朝正室。北条義時、時房の姉。「夢語り」、「月のほのほ」、「夕凪の賦」、「砂の鏡」に登場。
北条義時
鎌倉幕府第2代執権。北条重時の父。「夢語り」、「月のほのほ」、「夕凪の賦」、「砂の鏡」に登場。
北条時政
鎌倉幕府初代執権。北条政子、義時、時房の父。「夢語り」、「月のほのほ」、「砂の鏡」、「天翔ける星」に登場。
北条時頼
鎌倉幕府第5代執権。北条時輔、時宗の父。「六月の子守唄」に登場。
北条義宗
六波羅探題北方。第6代執権北条長時の子。二月騒動の当事者。時宗の命で不本意ながら時輔を討つことになる。「海鳴りの歌」（「六月の子守唄」収録）に登場。
北条時輔
六波羅探題南方。北条時頼の側室の子で時宗の異母兄。二月騒動の当事者。生存説が採用されており、義宗の手引きで京都を脱出する。「海鳴りの歌」に登場。
北条時宗
鎌倉幕府第8代執権。北条時頼の正室の子で時輔の異母弟。「海鳴りの歌」に登場。
北条守時
最後の鎌倉幕府執権（第16代）。北条義宗の孫。「風の墓標」に登場。
赤橋登子
足利高氏正室。北条守時の妹。千手王（のちの足利義詮）の生母。「風の墓標」に登場。
北条仲時
最後の六波羅探題北方。第13代執権北条基時の子。「風の墓標」に登場。
北条高時
鎌倉幕府第14代執権。「風の墓標」に登場。
北条友時
北条仲時の子。「風の墓標」と「続・風の墓標」（「風の墓標」最終巻収録）に登場。
北条時行
北条高時の次男。「明日菜の恋歌」に登場。
北条百合野
北条家傍流の娘（架空の人物）。「星が降る日」（「夢語り」収録）に登場。
北条尊子
北条義時の側室の娘（架空の人物）。北条泰時の異母妹。「大地燃ゆ」（「夕凪の賦」収録）に登場。
北条範時
北条守時と赤橋登子の末弟（架空の人物）。通称は「四郎」。「風の墓標」に登場。
父の死後に誕生したため、伝聞でしか父を知らず、それが心に暗い影を落としている。
北条章子
北条守時、赤橋登子、範時の妹（架空の人物）。「風の墓標」に登場。
実は北条守時の落胤であり、出生して間もなく母と死別したため赤橋家に引き取られ守時たちの妹として育てられる。北条氏滅亡後、姉（叔母）の登子を頼って足利家に身を寄せ出家を願い出る。

### その他
静御前
源義経の愛妾。「昔日」（「夢語り」収録）に登場。
大姫
源頼朝と北条政子の長女。「青の情歌」（「月のほのほ」収録）に登場。
源義高
源義仲の子。「青の情歌」（「月のほのほ」収録）に登場。
千手の前
源頼朝の官女。鎌倉に護送された平重衡の世話を命じられる。「緋の川」（「月のほのほ」収録）に登場。
平重衡
平清盛の五男。一ノ谷の戦いで捕虜になり、鎌倉へ護送された。「緋の川」に登場。
公暁
源頼家の子、実朝の甥。｢流砂の片貝｣（「月のほのほ」収録）、「夕凪の賦」に登場。
駒若丸
三浦義村の子。のちの三浦光村。公暁の乳兄弟。「流砂の片貝」に登場。
三浦胤義
三浦義村の弟。「夕凪の賦」に登場。
毛利泰光
毛利季光の子（母は三浦義村の娘）。宝治合戦で父や兄たちと共に自刃する。「六月の子守唄」に登場。
毛利経光
毛利季光の子で泰光の弟。毛利一族のほとんどが三浦氏に殉じた中で、ただ一人生き残る。「六月の子守唄」に登場。
讃岐局
のちの北条時頼の側室。北条時輔の生母。「六月の子守唄」に登場。
畠山重保
畠山重忠の子（母は北条政子の妹）。「砂の鏡」に登場。
牧の方
北条時政の継室。牧氏事件の当事者。「砂の鏡」に登場。
那須与一
平安時代末期の武将。平家物語における、扇の的を射抜く件が非常に有名。「銀の翼」（「砂の鏡」収録）に登場。
源義経
源頼朝の弟。「銀の翼」に登場。
曾我十郎祐成
曾我兄弟の兄。「天翔ける星」に登場。
曾我五郎時致
曾我兄弟の弟。「天翔ける星」に登場。
足利直義
足利高氏の弟、足利直冬の養父。「風の墓標」に登場。
足利高氏
室町幕府初代征夷大将軍。足利直義の兄、足利直冬、千手王の父。「風の墓標」に登場。
足利直冬
足利高氏の側室の子。千手王の異母兄。「風の墓標」と「北天の星」（「明日菜の恋歌」収録）に登場。
楠木正季
楠木正成の弟。「風の墓標」に登場。
唯
比企能員の娘で若狭局の妹。「落日」（「夢語り」収録）、「砂の鏡」に登場。
海松
畠山家に仕える郎党の娘で重保に仕えている。「砂の鏡」に登場。
畠山氏滅亡後は、時房の下で仕えているが、重保の子を身ごもっている事が判明。
五大院繁子
五大院宗繁の娘。時行の母方の従妹にあたる。「七時雨」（「明日菜の恋歌」収録）に登場。
三浦義村の娘。駒若丸（前述）の妹。「流砂の片貝」（「月のほのほ」収録）と、「六月の子守唄」に登場。
綾
奥州藤原氏の先代氏長者（当主）・藤原秀衡の孫娘。「星が降る日」（「夢語り」収録）に登場。
頼朝による奥州藤原氏討伐で一族を滅ぼされ、一族の仇討ちをするために侍女に身をやつし、時連（※時房の旧名）に近づき、時連を殺そうとするが百合野に制止される。
鎌倉へ護送され、時連の次姉・育子の嫁ぎ先である足利義兼の元へ預かりの身となり、後に無罪放免となる。
綾の兄
一族が滅亡の後、出家。鎌倉で仮住まいを始めたころ、遠駆けに出た百合野を助けた事がきっかけで知り合い、直後に妹（綾）が放免になった事を知らされ、会わせて欲しいと懇願。
再会を果たしてすぐに、一族を滅ぼした頼朝を討とうとするが百合野と綾に止められ、百合野から愛を告白されて駆け落ちした。
冬野
田楽法師の青年。とある事件で赤橋家の人々と出会い、妹の夏野と共に彼らと深く関わっていくことになる。「風の墓標」に登場。
北条仲時とその部下たちの自刃を目の当たりにして心に大きな衝撃を受け、悲嘆のあまり出家する。北条氏滅亡後は一門の菩提を弔うために生涯を捧げた。
明日菜
戦で流れ矢に当たり、死亡した農夫の一人娘。「明日菜の恋歌」に登場。
当時の合戦の大将が北条時行である事を知り、それ以来ずっと彼を恨み続けて12年。彼が住む里に移り住み、仇討ちの機会を伺い魚の行商をしながら、祖母である尼と2人暮らしをしていた。
祖母が病で亡くなり、時行の館へと移り住む事に。のちに彼が北朝の様子を探ろうと上洛する旅の途中で、仇討ちを決行しようとするが、彼に仕える忍び・桔梗に止められる。
その事がきっかけとなり一時は彼の前から去るも、戦に破れた彼の前に再び現れ、「あたしも一緒に行く」と告げ、ついに時行と結ばれる。物語終盤、北朝に降伏し彼が処刑されたその後、時行の子を産み育てている。